# Джеп (община Владичин хан)
Джеп (на сръбски: Џеп или Džep) е село в Югоизточна Сърбия, Пчински окръг, община Владичин хан.

## История
По време на българското управление във Вардарска Македония в годините на Втората световна война, Георги Ан. Хотинов е български кмет на Джеп от 23 януари 1942 година до 30 октомври 1942 година. След това кмет е Димитър Ив. Гайтанджиев от Болград (30 октомври 1942 - 12 август 1944).

## Население
Според преброяването на населението от 2011 г. селото има 181 жители.

### Етнически състав
Данните за етническия състав на населението са от преброяването през 2002 г.
- сърби – 191 жители
- цигани – 2 жители
- неизвестно – 1 жител